# MSNBC
MSNBC — американский кабельный телеканал, доступный в США, Канаде, Южной Африке и на Ближнем Востоке. Название канала происходит из слияния двух аббревиатур: Microsoft и National Broadcasting Company.
Канал MSNBC был основан в 1996 году, совместно компаниями Microsoft и отделением NBC, принадлежащим General Electric (ныне NBCUniversal). Хотя изначально Microsoft и NBC владели равными долями канала (Microsoft заплатила 221 млн долларов за пакет в 50 %), 23 декабря 2005 NBCUniversal выкупила бо́льшую часть акций, оставив Microsoft с 18 %, а ещё позднее доля Microsoft упала до 0 %.
MSNBC имеет такой же логотип как и братские каналы NBC, CNBC, NBC Sports Network, и ShopNBC. Канал доступен для 78 млн жителей в США.

## История
Канал MSNBC был запущен 16 июля 1996 года. Тим Роджерс был назначен CEO канала.
Изначально рейтинг канала находился на низком уровне, но в 2007—2008 годах рейтинг канала возрос, количество зрителей в праймтайм возросло на 61 %. В 2008-м году компания освещала президентские выборы, во время которых рейтинг канала вырос на 158 %. Однако, часть ведущих критиковалась за слишком левые политические взгляды и позже они были уволены.
В первой четверти 2010 года, канал впервые обошёл по рейтингу CNN.